# 罗州城遗址
罗州城遗址，位于中国广东省茂名市化州市河西区，为化州市文物保护单位，类型为古遗址，公布时间为2000年1月。
罗州城遗址的历史年代为宋代。